# Archeowenator
Archeowenator (Archaeovenator) – rodzaj synapsyda z rodziny Varanopidae.
Żył w okresie późnego karbonu na terenach Ameryki Północnej. Jego szczątki znaleziono w okolicach miasta Hamilton w stanie Kansas (USA).
Jest najstarszym znanym przedstawicielem rodziny Varanopidae.